# Solná pláň

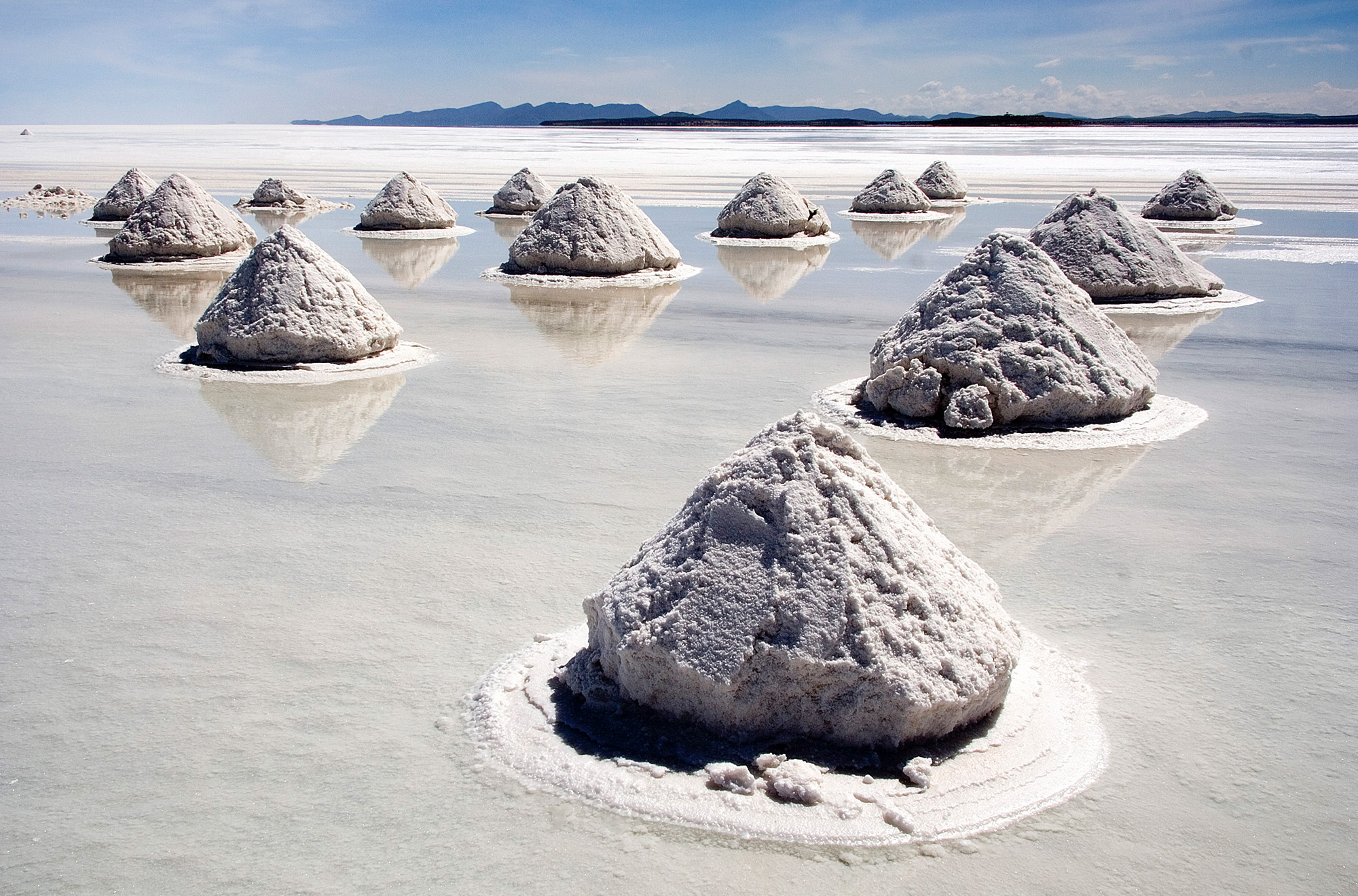
Salar de Uyuni (Bolívie).

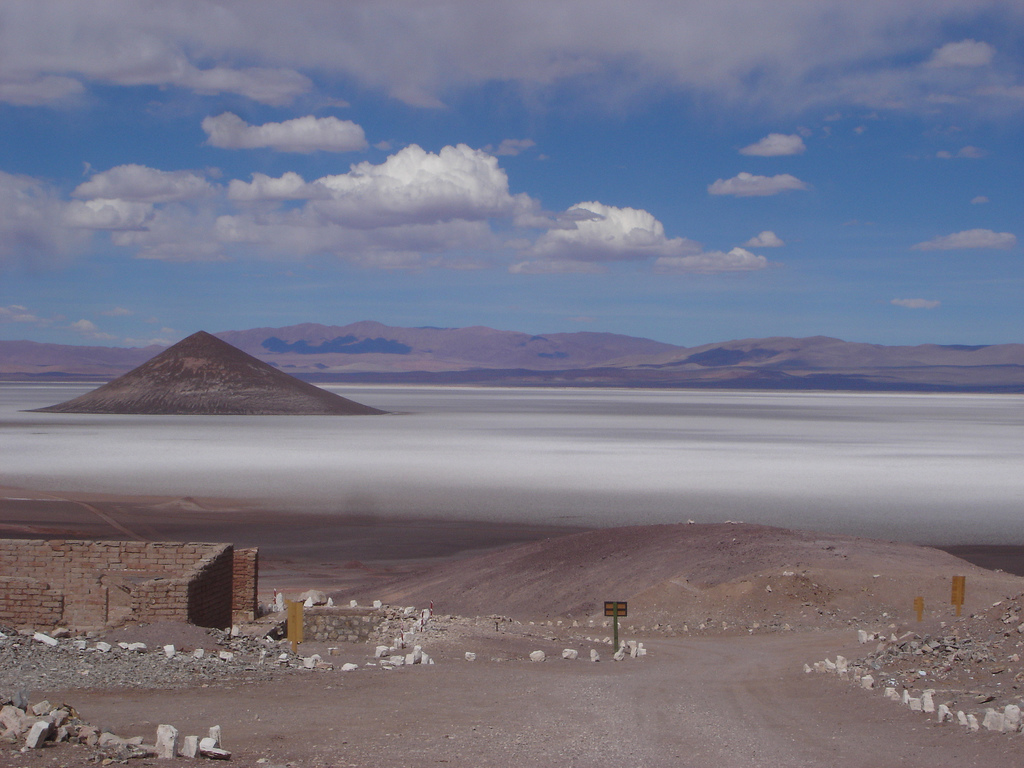
Salar de Arizaro, Salta (Argentina).

Solná pláň  nebo solná pánev  je bezodtoká, rovinatá sníženina, jež je občasně vyplňovaná vodou. Tehdy se mění v bezodtoké jezero. Vyskytuje se v ní množství alkalických slaných usazenin.

## Pojmenování
V různých částech světa se nazývá různými názvy:
- pan (Jižní Afrika, Austrálie)
- playa (Mexiko, západ USA)
- salar, salinas (Jižní Amerika)
- sebha (Severní Afrika)
- šot (Alžírsko, Tunisko)
- takyr, bajir (Střední Asie)
- kavir (Írán)